# Heinz Schneider
Heinz Schneider (ur. 12 października 1932 w Mühlhausen/Thüringen, zm. 20 sierpnia 2007 tamże) – niemiecki tenisista stołowy. 
Karierę zaczynał już jako 19-latek zdobywając trzy złote medale na mistrzostwach Niemiec (wspólnie RFN i NRD). W 1957 r. Schneider wywalczył brązowy medal w singlu na Mistrzostwach Świata w 1957 w Sztokholmie.